# تحيا فلسطين (أغنية)
تحيا فلسطين أو تعيش فلسطين (بالسويدية: Leve Palestina)، هي أغنية لفرقة الكوفية السويدية، أُطلقت عام 1978، والتي تعتبر من الأغاني الأجنبية التي يرددها الناس في معظم المظاهرات والمسيرات المتضامنة مع فلسطين والقضية الفلسطينية في الدول الأجنبية، ولا سيما السويد. غنتها الفرقة الموسيقية السويدية سبارتاكوس، وأطلقت في 4 مارس 2016 ضمن ألبوم (بالسويدية: Med Sången Som Vapen).

## خلفية
عندما غادر جورج توتاري فلسطين عام 1967 إلى السويد، أسس فرقة الكوفية (بالإنجليزية: KOFIA)، نسبة إلى الكوفية الفلسطينية، في عام 1972، التي كانت تتكون من 12 شخصاً، جميعهم من جنسيات مختلفة، وكان جورج الوحيد الذي يحمل الجنسية الفلسطينية، قدمت الفرقة عددًا من الأغاني بلغاتٍ مختلفة، منها العربية والسويدية والإيطالية. وصدرت الأغنية أول مرة ضمن ألبوم غنائي يحمل عنوان "أرض وطني" (بالإنجليزية: Earth of My Homeland) في عام 1978، وهو الألبوم الثاني لفرقة الكوفية، واتهمت الأغنية بمعادة السامية، لكونها تتضمن عبارة "تسقط الصهيونية" حتى أن البرلمان السويدي عقد جلسة لمناقشة مضمونها.

## الكلمات
| بالعربية                    |  | بالسويدية                             |
| تحيا فلسطين                 |  | Leve Palestina                        |
| --------------------------- |  | ------------------------------------- |
| تحيا فلسطين وتسقط الصهيونية |  | Leve Palestina och krossa sionismen   |
| تحيا تحيا تحيا فلسطين       |  | Leve, leve, leve Palestina            |
| نحن زرعنا الأرض             |  | Och vi har odlat jorden               |
| ونحن حصدنا القمح            |  | Och vi har skördat vetet              |
| ونحن قطفنا الليمون          |  | Vi har plockat citronerna             |
| وعصرنا الزيتون              |  | Och pressad oliverna                  |
| وكل العالم يعرف ارضنا       |  | Och hela världen känner till vår jord |
| ونحن رمينا الحجارة          |  | Och vi har kastat stenar på           |
| على الجنود والشرطة          |  | soldater och poliser                  |
| ونحن أطلقنا الصواريخ        |  | Och vi har skjutit raketer            |
| على أعدائنا                 |  | mot våra fiender                      |
| وكل العالم يعرف عن كفاحنا   |  | Och hela världen känner till vår kamp |
| وسوف نحرر أرضنا             |  | Och vi ska befria vårt land           |
| من الإمبريالية              |  | från imperialismen                    |
| وسوف نعمر بلادنا            |  | Och vi ska bygga upp vårt land        |
| نحو الإشتراكية              |  | till socialismen                      |
| العالم بأجمعه سيشهد ذلك     |  | Och hela världen kommer att bevittna  |
| تحيا تحيا تحيا فلسطين       |  | Leve, leve, leve Palestina            |
| تحيا فلسطين وتسقط الصهيونية |  | Leve Palestina och krossa sionismen   |